# Randoseru

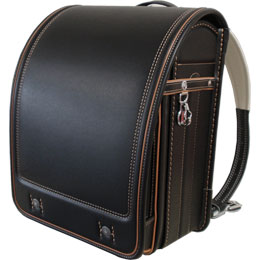
Randoseru noir pour garçon.

Un randoseru (ランドセル) est, au Japon, un sac à dos rigide utilisé par la plupart des élèves d'école élémentaire.

## Histoire
À la fin de l'époque Edo, au milieu du XIXe siècle, le shogunat introduit une réforme concernant l'équipement des soldats devant porter un paquetage dont le modèle est importé des Pays-Bas, où il est appelé ransel. En 1885, l’école primaire du Gakushūin met en place un système de manuels à apporter par les élèves qui commencent à utiliser ces mêmes sacs à dos. Le mot a par la suite évolué en randoseru.

## Description

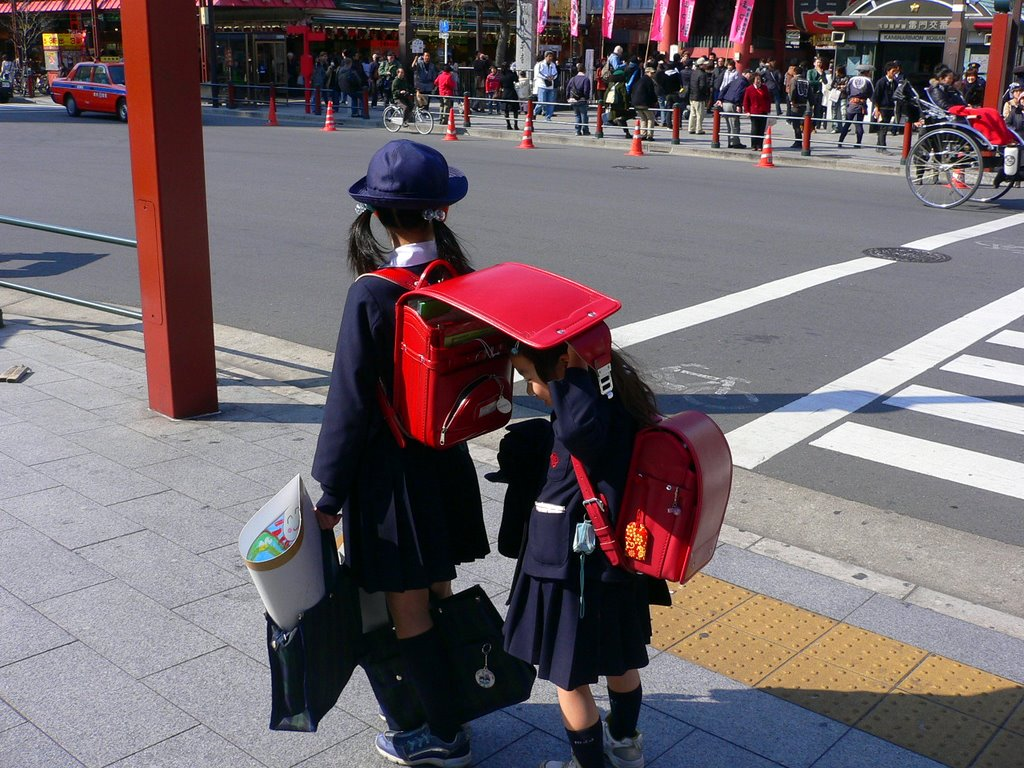
Écolières d'Asakusa (Tokyo) portant des randoseru.

Le randoseru est un sac à dos rigide en cuir ou en matière synthétique. Il mesure environ 30 cm de haut, 23 cm de large et 18 cm d'épaisseur et inclut des matières plus douces pour les parties en contact avec le corps. Un randoseru vide pèse environ 1,2 kg. Les couleurs traditionnelles du randoseru sont le rouge pour les filles et le noir pour les garçons,.
Dans les écoles très conservatrices, ces couleurs (et souvent aussi la marque et la forme) sont obligatoires ; cependant, les sacs sont disponibles dans de nombreuses couleurs, ce qui permet aux parents de choisir la tradition ou de profiter des règles assouplies des écoles modernes qui ne demandent pas d'uniformes ou pas de couleur précise pour le sac.

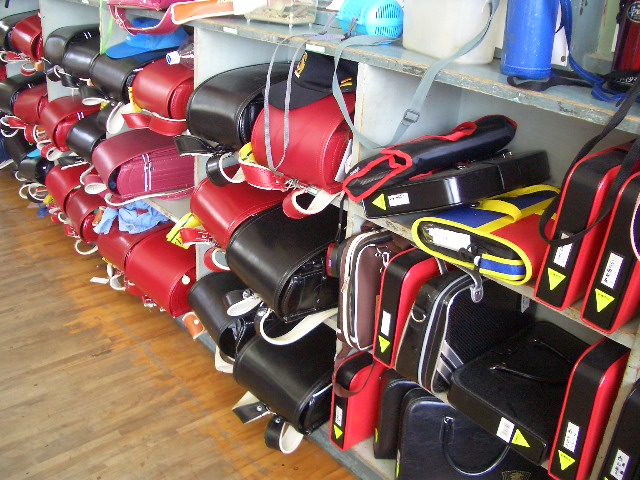
Randoseru rangés dans une classe d'école élémentaire. Les boîtes rectangulaires à droite contiennent du matériel de calligraphie.

Le randoseru est un des éléments les plus reconnaissables de l'uniforme scolaire japonais, et les Japonais le considèrent comme un symbole des qualités nécessaires pour suivre une bonne éducation : l'unité, la discipline, le travail et la concentration. Traditionnellement offert à un enfant lors de son entrée à l’école élémentaire, le randoseru est conçu pour durer pendant tout un cycle d'école élémentaire, c'est-à-dire six ans. 
La résistance du randoseru se reflète dans son prix : un sac neuf coûte en 2016 de 30 000 yens à 150 000 yens (de 200 euros à 1 200 euros), le prix moyen se situant autour de 50 000 yens (400 euros),. 
Le randoseru est critiqué pour son prix, et aussi pour son poids, lourd à supporter pour de jeunes enfants.

## Culture
Il existe une demande pour le randoseru en dehors du Japon, en particulier pour les fans de manga ou d'anime, pour les amateurs de cosplay, ou simplement pour la forme particulière et pour la réputation de solidité du sac, et la demande a fortement augmenté en 2014. Cependant, il existe actuellement peu de fabricants de randoseru en dehors du Japon, et les fabricants japonais exportent peu leurs produits.